# Jane Badler
Jane Badler (født 31. december 1953 i Brooklyn i New York) er en amerikansk skuespiller og sanger. Hun er måske mest kendt for sin rolle som Diana, lederen og antagonisten i science fiction-miniserier V – The Original Mini Series fra 1983 og dens opfølgere. Hendes rolle Diane fra miniserien V blev kåret til den bedste science fiction-skurk nogensinde i en undersøgelse, som blev udført af TV-kritikere.

## Liv og karriere
Badler vandt titlen Miss New Hampshire og deltog i konkurrencen om at blive Miss Amerika i 1973. Derefter begyndte hun ved Northwestern University, som ligger i delstaten Illinois, hvor hun studerede drama og teater. Badlers første store TV-rolle var som karakteren Melinda Cramer Janssen i den amerikanske såpeoperaen One Life to Live som blev sendt i USA, hvor hun medvirkede fra 1977 til 1981 og kom tilbage på besøg igen i 1983.
Efter at have spillet i miniserien V fik Badler en af hovedrollerne i filmen The Covenant som var en thriller baseret på en rig og mægtig familie, som levede i verdslig velstand som et resultat af, at de havde indgået en aftale med djævelen. Men denne gæld måtte de tilbagebetale med menneskelige ofre.
Badler har også været en gæste-stjerne i sæbeoperaer som Falcon Crest og Jessica Fletcher. I 1988 spillede hun rollen som Tania Winthrop i den kortvarige actioneventyr-serie The Highwayman.
Hun rejste også til Australien for at spille agent Shannon Reed i genoplivingen af Mission: Impossible i denne TV-series anden og sidste sæson fra 1989 til 1990. Efter, at denne TV-serie ophørte, flyttede hun til Australien på permanent basis og hun giftede sig med forretningsmanden Stephen Hains. De fik to sønner sammen.
Hun har senere medvirket i den australske Game Show Cluedo mellem 1992 og 1993 og hun havde en gæstehovedrolle i TV-serien Snowy River: The McGregor Saga i 1995.
Badler debuterede som sanger med sit første soloalbum, som blev udgivet den 1. juni 2008. Albummet blev kaldt The Devil Has My Double.

## Filmografi

### Film
- 1983 : The First Time : Karen Watson
- 1989 : La Preuve par 9 mm (Black Snow) : Shelby Collins
- 1989 : Easy Kill : Jade Anderson
- 1989 : Oro Fino : Julia
- 1989 : Lluvia de otono : Lucia
- 1995 : Iron Fist (Under the Gun) : Sandy Torrence
- 2008 : Under a Red Moon : Anna Dunn
- 2010 : The curse : professor Banyon
- 2013 : Birthday Cake : Jane Badler
- 2013 : Bitch, Popcorn & Blood af Fabio Soares : la femme fatale
- 2014 : Good Samaritan (court métrage) af Jeffrey Reddick : forretningsdamen
- 2015 : De chica en chica af Sonia Sebastián : Kirsten
- 2016 : Virtual Revolution af Guy-Roger Duvert : Dina
- 2016 : Cult Girls af Mark Bakaitis : Ragana
- 2016 : Colourblind af Nathan Hill : Mrs. Baxter
- 2016 : Daisy Winters ( productrice)
- 2018 : Chase par Michael Matteo Rossi (productrice)

### TV
- 1977-1981 og 1983 : One Life to Live (serie) : Melinda Cramer Janssen #2
- 1979 : Fantasy Island (serie) : Kim
- 1981 : Terror Among Us (téléfilm) : Pam
- 1981-1982 : The Doctors (serie) : Natalie Bell #2
- 1983 : V (serie) : Diana
- 1984 : V: The final fight (serie) : Diana
- 1984 : Brothers (serie) : Phyllis
- 1984-1985 : V: The series (serie) : Diana
- 1985 : Convenant (téléfilm) : Dana Noble
- 1985 : Hôtel (serie) : Angie Archer
- 1986 : Blacke's Magic (serie) : Elisa Leigh
- 1986 : Riptide (serie) : Janet Ingram
- 1986 : The Penalty Phase (téléfilm) : Katie Pinter
- 1986-1987 : Falcon Crest (serie) : Meredith Braxton
- 1987 : Jake and the Fatman (serie) : Shelly
- 1987-1988 : Police 2000 (serie) : Skabelon:Mme Tania Winthrop
- 1988 : Murder She Wrote (serie) : Carolyn Hazlitt
- 1988-1990 : Mission impossible (serie) : Shannon Reed
- 1992 : Cluedo (serie) : Elizabeth Peacock
- 1992 : Embassy (TV series) (série) : Jacqueline Kowalski
- 1994 : Chasseurs d'étoiles (Sky Trackers) (série) : Coral Lee Pierce
- 1995 : Snowy River: The McGregor Saga (série) : Yvonne Waugh
- 1997 : The New Adventures of Flipper (série) : Rhonda
- 1999 : Crash Zone (série) : Eleanor Renfrey
- 2001 : Like Mother Like Son: The Strange Story of Sante and Kenny Kimes (téléfilm) : Mrs Fox
- 2002 : The Lost World (serie) : Dame Alice Kyteler
- 2002 : Blue Heelers (serie) : Kath Shepherd
- 2010 : Neighbours : Diana Marshall
- 2011 : Resistance (serie) : Diana Lucas
- 2011 : V (2009) (serie) : Diana
- 2011 : Offspring (2010) (serie) : Wendy
- 2015 : The Dougth (WebSeries) : Robin / ... (4 épisodes, 2015)